# Sărulești, Buzău
Sărulești este satul de reședință al comunei cu același nume din județul Buzău, Muntenia, România. Se află în nordul județului.